# Jean-Marie Souberbielle
Pour les articles homonymes, voir Souberbielle.
Jean-Marie Souberbielle, né le 14 août 1899 à Nogaro et mort pour la France le 24 octobre 1942 à El-Alamein, est un fonctionnaire, militaire et résistant français, Compagnon de la Libération. 

## Biographie

### Jeunesse
Jean-Marie Souberbielle naît le 14 août 1899 à Nogaro, dans le Gers. Il effectue ses études secondaires au Lycée Théophile-Gautier de Tarbes,.

### Première guerre mondiale
Il décide de devancer l'appel et de s'engager volontairement dans l'armée pour la durée de la première guerre mondiale,. Il est incorporé au 1er régiment de cuirassiers le 21 mars 1917 et, après ses classes, rejoint l'unité dans le secteur de Coucy-le-Château,. Promu brigadier le 25 novembre 1917, lui et son régiment passent l'hiver à l'arrière des lignes,. En mars 1918, dans la région de Blérancourt, il est engagé dans la deuxième bataille de Picardie puis, après une période de repos et d'instruction, dans la troisième bataille de l'Aisne en mai et juin,. Le 22 septembre 1918, il est muté au 2e régiment cuirassier puis au 12e régiment de cuirassiers le 11 juillet 1919 à Rambouillet,. Promu maréchal des logis le 8 septembre 1919, il est démobilisé le 19 mars 1920.

### Entre-deux-guerres
De retour dans la vie civile, il entre à l'administration coloniale en tant que commis de 3e classe et part pour l'Afrique-Équatoriale française en novembre 1920. Exerçant en Afrique pendant vingt ans, il devient successivement agent spécial, adjoint de subdivision et chef de subdivision en Oubangui-Chari, au Gabon et au Tchad.

### Seconde Guerre mondiale
Toujours en poste en Afrique au début de la seconde guerre mondiale, son âge lui fait éviter la mobilisation mais il rejette les conditions de l'armistice du 22 juin 1940. Proche de Félix Éboué, gouverneur-général du Tchad, il suit ce dernier dans son ralliement à la France libre le 26 août 1940,. Voulant faire partie d'une unité combattante, il se rend en Égypte en juillet 1941 pour rejoindre les forces françaises libres,. Engagé comme sous-lieutenant, il se voit d'abord confier des tâches administratives à Abou-Kamal en Syriepuis est muté en septembre 1942 à la 13e demi-brigade de Légion étrangère,.
Au sein de sa nouvelle unité, Jean-Marie Souberbielle prend part à la seconde bataille d'El Alamein,. Dans la nuit du 23 au 24 octobre 1942, lors de l'assaut sur le pic de l'Himeimat, il est tué par une grenade et est inhumé dans le carré français du cimetière britannique d'El-Alamein,.

## Décorations
|  |  |  |
|  |  |  |

| Chevalier de la Légion d'Honneur                 | Chevalier de la Légion d'Honneur | Chevalier de la Légion d'Honneur | Compagnon de la Libération Par décret du 11 mai 1943 | Compagnon de la Libération Par décret du 11 mai 1943 | Compagnon de la Libération Par décret du 11 mai 1943 | Croix de guerre 1939-1945 Avec une palme | Croix de guerre 1939-1945 Avec une palme | Croix de guerre 1939-1945 Avec une palme |
| Médaille coloniale Avec agrafes "AEF" et "Libye" |                                  |                                  |                                                      |                                                      |                                                      |                                          |                                          |                                          |

## Hommages
- À Tarbes, au Lycée Théophile-Gautier, son nom est inscrit sur une plaque commémorative aux élèves du lycée Morts pour la France[9].
- À L'Isle-Jourdain, son nom est inscrit sur une stèle en hommage aux Compagnons de la Libération originaires du Gers[10].